# Brauerstraße 28

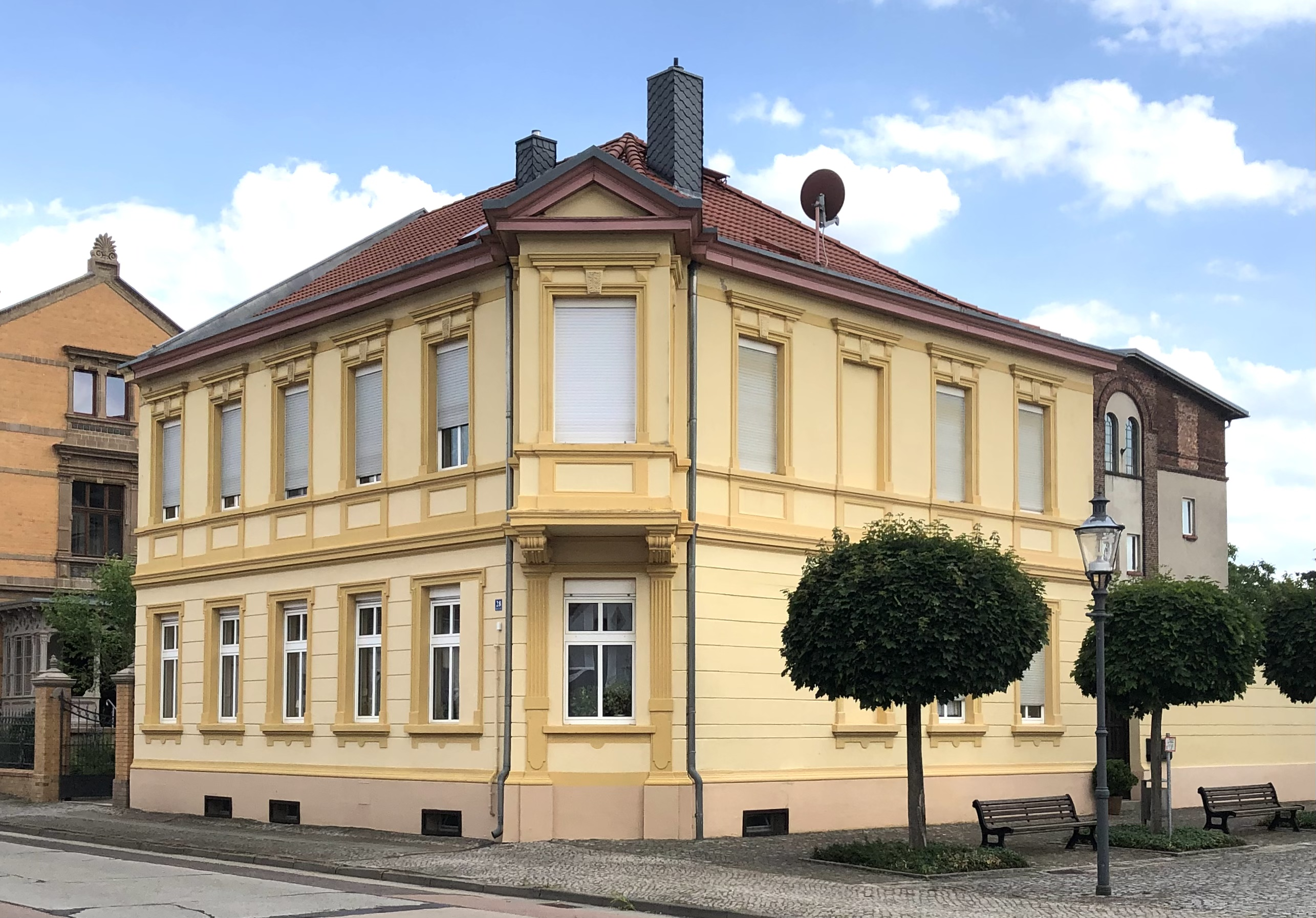
Gebäude Brauerstraße 28 im Jahr 2022

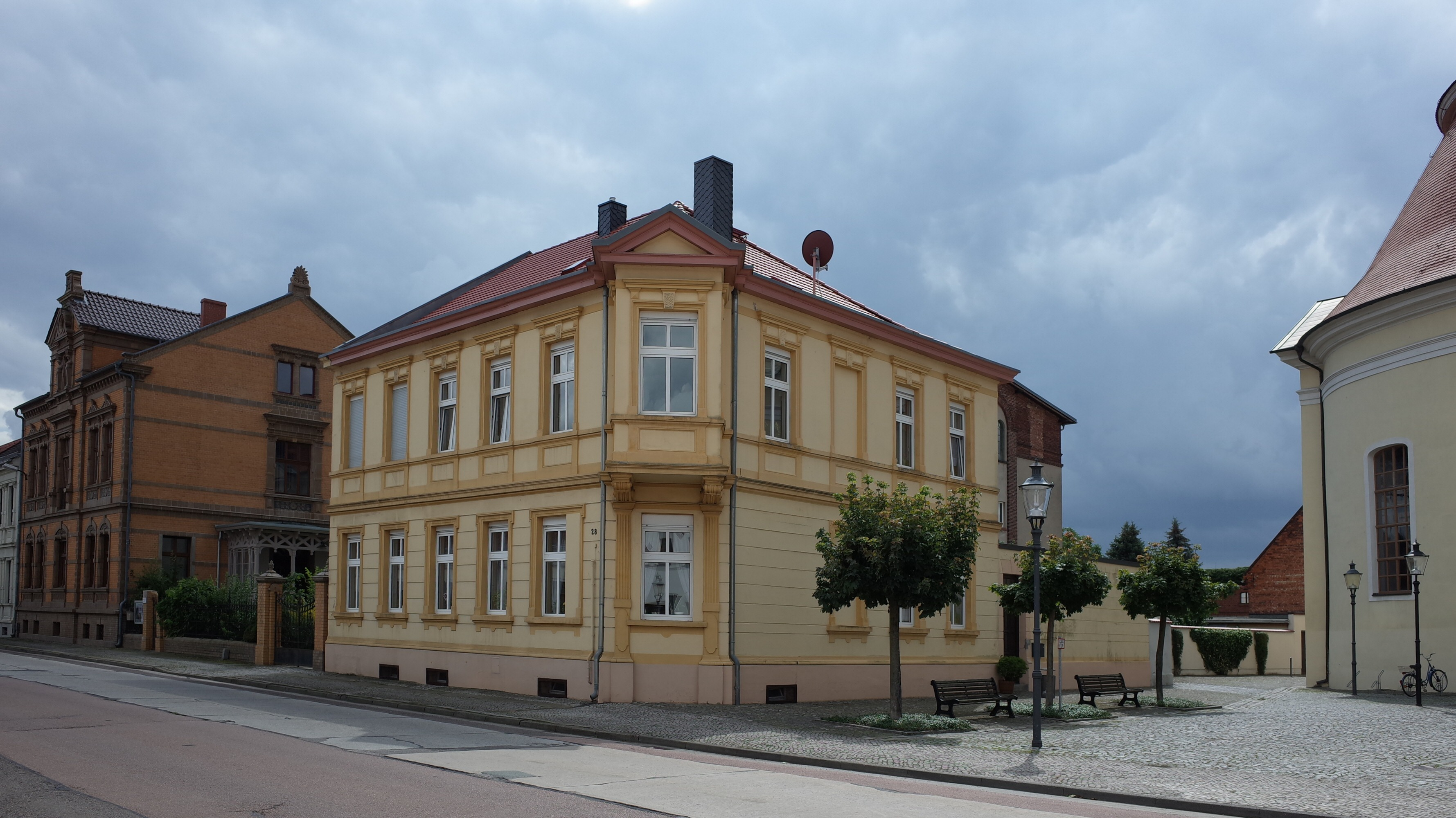
2017

Das Gebäude Brauerstraße 28 ist ein denkmalgeschütztes Wohnhaus in Oranienbaum-Wörlitz in Sachsen-Anhalt.

## Lage
Das Haus steht im Zentrum des Ortsteils Oranienbaum, auf der Südseite der Brauerstraße, in einer Ecklage zur westlich auf die etwas weiter südwestlich befindliche Stadtkirche Oranienbaum zulaufenden Kirchstraße.

## Geschichte
Auf dem Grundstück Brauerstraße 28 befand sich in der Vergangenheit der Standort der alten Apotheke. Nachdem die Apotheke bei einem Großfeuer zerstört worden war, erwarb Schneidermeister Clemens Wonka im Jahr 1885 das Grundstück. Wonka, der 1874 aus Berlin nach Oranienbaum gekommen war, um bei der Maßschneiderei Saalfeld als Zuschneider zu arbeiten, hatte seit 1875 sein eigenes Geschäft gegenüber, auf dem Grundstück der späteren Apotheke Oranienbaum, betrieben.
Der heutige zweigeschossige verputzte Bau wurde im Jahr 1895 durch den Dessauer Architekten Wrede für Schneidermeister Clemens Wonka gebaut. Andere Angaben nennen als Bauherren schon Felix Wonka. Nach dem Tod von Clemens Wonka wurde das Geschäft 1906 von seinem Sohn Felix Wonka fortgeführt. Er erweiterte das Angebot der Maßschneiderei noch um ein Geschäft für Kurz-, Weiß- und Wollwaren.

## Architektur
Die straßenseitigen Fassaden beider Flügel sind in einer an den Klassizismus angelehnten gründerzeitlichen Form gestaltet. Die abgeschrägte Ecke ist durch einen vor das Obergeschoss gesetzten Erker besonders betont. Der Erker wird von einem Dreiecksgiebel bekrönt. Unterhalb des Erkers befand sich ursprünglich der Eingang zum Geschäft. Er wurde jedoch später durch ein Fenster ersetzt. Links und rechts des Eingangs in den Fassaden angeordnete tiefe Schaufenster wurden entfernt. Links entstand eine verkleinerte Fensteröffnung, rechts wurde die Öffnung komplett verschlossen.
Im örtlichen Denkmalverzeichnis ist das Wohnhaus unter der Erfassungsnummer 094 40366 als Baudenkmal eingetragen.